# Tomasz Gruszczyński
Tomasz Gruszczyński, né le 4 décembre 1980, est un footballeur franco-polonais. Il est attaquant.

## Carrière
- 1999-2002 :  FC Metz
- 2002-2011 :  F91 Dudelange
- 2012  CSO Amnéville
- 2012 - 2013  FC Progrès Niederkorn
- 2014  Thionville FC

### Palmarès
- Champion du Luxembourg (7): 2005, 2006, 2007, 2008, 2009, 2011, 2012
- Vainqueur de la Coupe du Luxembourg (5): 2004, 2006, 2007, 2009, 2012